# Brasserie de Tubize
Brasserie de Tubize is een Belgische brouwerij te Tubeke (Frans: Tubize) in de provincie Waals-Brabant.

## Geschiedenis
Juan Rodriguez, een restauranteigenaar uit Brussel, startte deze brouwerij in de vroegere gebouwen van Fabelta (Fabrication Belge de Textiles Artificiels). Sinds 2009 is de nieuwe brouwinstallatie operationeel, voorheen werden de bieren gebrouwen bij De Proefbrouwerij te Hijfte. In het gebouw is ook een bijhorend restaurant en brouwerijmuseum gevestigd.

## Bieren
- Betchard Blonde, bruin bier met een alcoholpercentage van 7%
- Betchard Brune, blond licht troebel bier met een alcoholpercentage van 5,5%
- Blanche de Tubize, witbier met een alcoholpercentage van 4,8%
- Boneffe, bruin abdijbier met een alcoholpercentage van 9%